# Dvorní opera

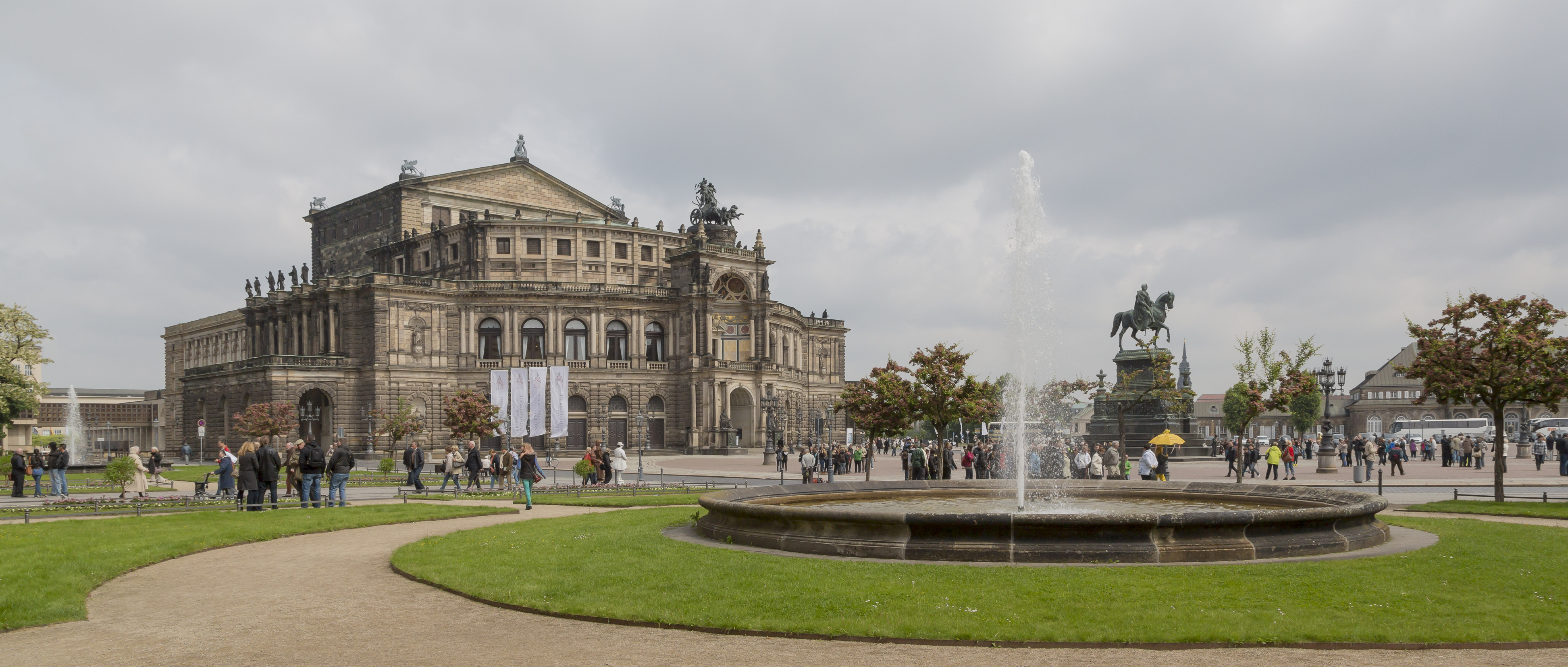
Semperova opera v Drážďanech

Dvorní opery (německy Hofopern) byla dvorní divadla, která na panovnických dvorech uváděla opery. Zprvu patřila tato divadla pouze ke královským nebo knížecím panovnickým dvorům, později se stala veřejně přístupnými, ovšem v zásadě jen pro vysoké společenské vrstvy.
Až do konce první světové války v roce 1918 existoval větší počet operních domů, které se nazývaly Dvorní operou. Se změnou sponzorství po abdikaci panovnických dynastií byly následně přejmenovány na Státní operu, Městskou operu apod. Dvorní opery byly zpřístupněny veřejnosti většinou již v 19. století.

## Příklady
- Královská Dvorní opera Berlín (Königliche Hofoper Berlin), nyní Státní opera Unter den Linden (Staatsoper Unter den Linden)
- Drážďanská Dvorní opera (Dresdner Hofoper) nyní Semperoper
- Dvorní opera Mnichov (Hofoper München) nyní Bavorská státní opera (Bayerische Staatsoper)
- Dvorní opera Schwetzingen (Hofoper Schwetzingen) nyní Schlosstheater Schwetzingen
- Dvorní opera Vídeň (Hofoper Wien), jako Kärntnertortheater, od roku 1868 v budově dnešní Vídeňské státní opery (Wiener Staatsoper)